# Batería plata-zinc

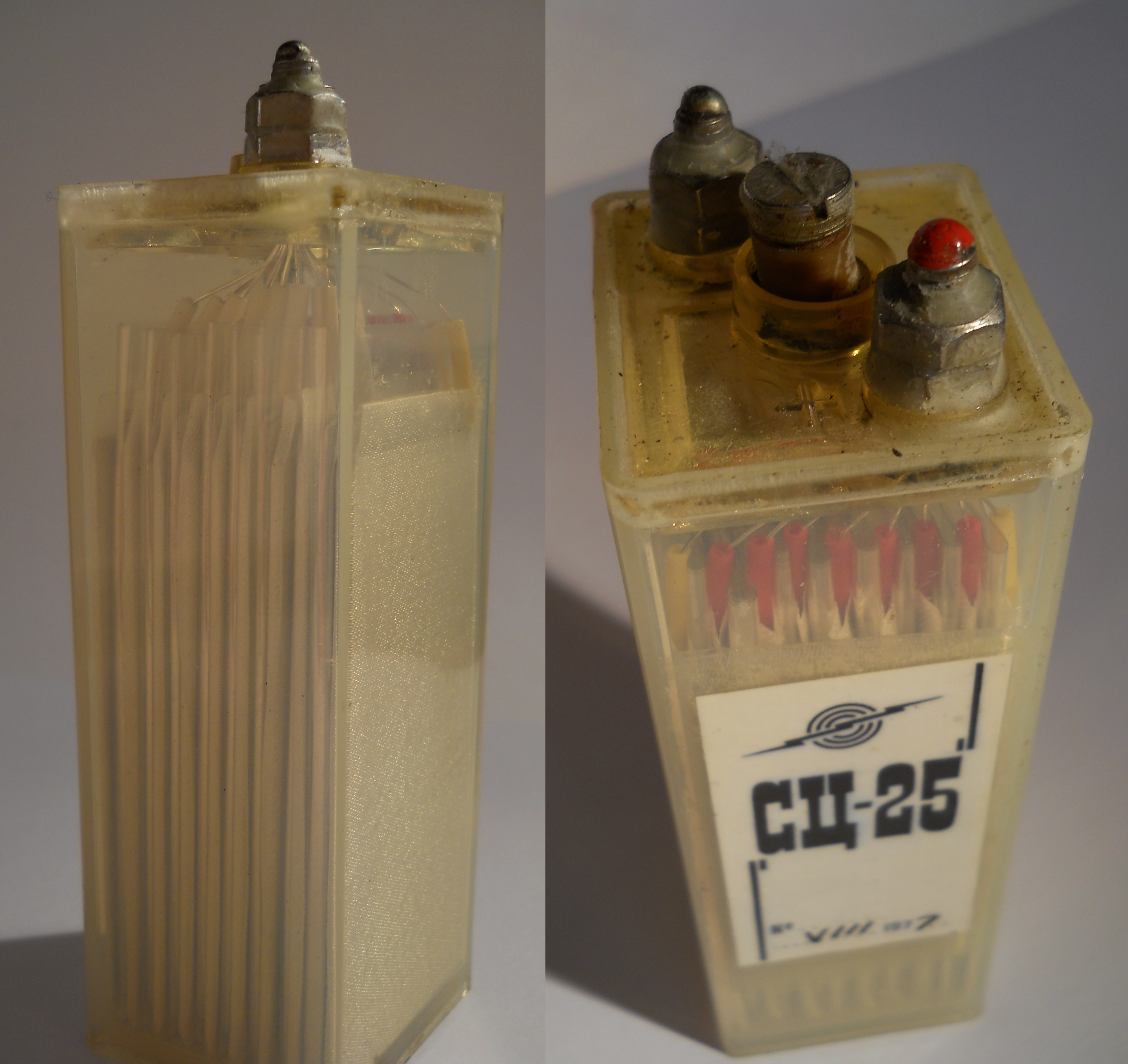
Acumulador de plata-zinc soviético СЦ-25

La batería de plata-zinc es una batería recargable que utiliza óxido de plata (I, III) y zinc.

## Descripción general
Las células de plata de zinc comparten la mayoría de las características de las pilas de óxido de plata y, además, es capaz de proporcionar una de las energías específicas más altas de todas las fuentes de energía electroquímica conocidas actualmente. Usado durante mucho tiempo en aplicaciones especializadas, ahora se está desarrollando para mercados más comunes, por ejemplo, baterías para computadoras portátiles y audífonos.
Las baterías de plata y zinc, en particular, se están desarrollando para alimentar aplicaciones electrónicas flexibles , donde los reactivos se integran directamente en sustratos flexibles, como polímeros o papel, utilizando la impresión o los métodos de deposición química.
La nueva tecnología experimental de plata-zinc (diferente al óxido de plata) puede proporcionar hasta un 40% más de tiempo de ejecución que las baterías de iones de litio y también cuenta con una química a base de agua que está libre de problemas de inflamabilidad y fugas térmicas que sufren la alternativa de ion de litio.

## Química
La batería de plata-zinc se fabrica en una condición completamente descargada y tiene la composición del electrodo opuesto, el cátodo es de plata metálica, mientras que el ánodo es una mezcla de óxido de zinc y polvos de zinc puro. El electrolito utilizado es una solución de hidróxido de potasio en agua.
Durante el proceso de carga, la plata se oxida primero a óxido de plata (I)
2 Ag(s) + 2 OH− → Ag2O + H2O + 2 e−
y luego al óxido de plata (II).
Ag2O + 2 OH− → 2 AgO + H2O + 2 e−,
Mientras que el óxido de zinc se reduce a zinc metálico.
2 Zn(OH)2 + 4 e−  2 Zn + 4 OH−.
El proceso continúa hasta que el potencial celular alcanza un nivel en el que la descomposición del electrolito es posible a aproximadamente 1.55 voltios. Esto se toma como el final de una carga, ya que no se almacena otra carga, y cualquier cantidad de oxígeno que pueda generarse representa un peligro mecánico y de incendio para la célula.
Durante la carga, la formación de moléculas de agua disminuye la concentración del electrolito. Esto se puede usar para determinar el estado de carga, como en el caso de la batería de plomo-ácido, donde el cambio en la densidad ocurre en orden inverso.

## Ventajas
- alta capacidad (aproximadamente 120 Ah por dm³, aproximadamente 90 Ah por kg)
- Soporta pulsos de corriente momentánea muy altos (son posibles más de 1000 A / Ah)
- Baja autodescarga (alrededor del 25% después de un año)
- Sustancias menos tóxicas / contaminantes.

## Desventajas
- Precio elevado
- Corta vida
- Muy sensible a la sobrecarga
- Efecto de memoria

## Historia y uso

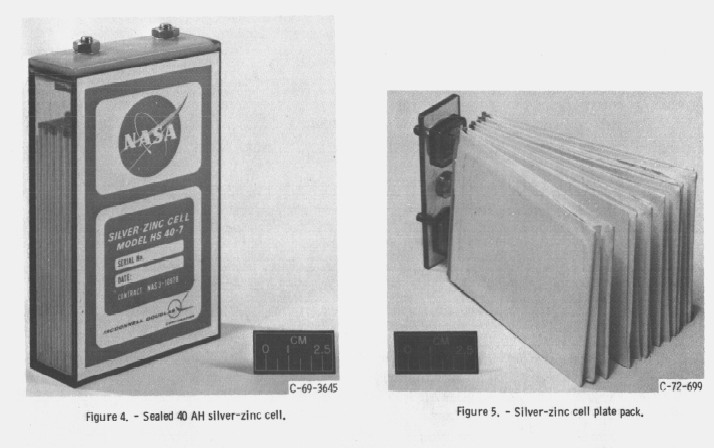
Batería plata-zinc

Esta tecnología tenía la mayor densidad de energía antes de las tecnologías de litio. Desarrollados principalmente para aeronaves, durante mucho tiempo se han utilizado en lanzadores espaciales y naves con tripulación, donde su corta vida de ciclo no es un inconveniente. Las baterías no recargables de plata y zinc alimentaron los primeros satélites soviéticos Sputnik, así como los vehículos de lanzamiento Saturno de los Estados Unidos, el módulo lunar Apollo, el rover lunar y la mochila de soporte vital.
Las fuentes de energía principales para el Módulo de Mando y Servicio de Apolo eran las celdas de combustible de hidrógeno / oxígeno en el módulo de servicio. Proporcionaron mayores densidades de energía que cualquier batería convencional, pero las limitaciones de potencia máxima requerían un refuerzo con baterías de plata-zinc en el CM, que también se convirtió en su única fuente de alimentación durante el reingreso después de la separación del módulo de servicio. Sólo estas baterías eran recargadas en vuelo. Después del accidentado Apollo 13, se agregó una batería auxiliar de plata-zinc al módulo de servicio como respaldo a las celdas de combustible.
Los módulos de servicio de Apollo utilizados como transbordadores de la tripulación a la estación espacial Skylab fueron impulsados por tres baterías de plata-zinc entre el desacoplamiento y la unión de SM, ya que los tanques de hidrógeno y oxígeno no podían almacenar reactivos para celda de combustible durante las largas estancias en la estación.
Estas células se encuentran en aplicaciones para el ejército, por ejemplo, en los submarinos soviéticos clase Alfa. Se cree que la causa del incendio en el submarino ruso Losharik esta condicionada por la sustitución de las baterías de plata-zinc por otras de ion de litio.